# SEAT Málaga

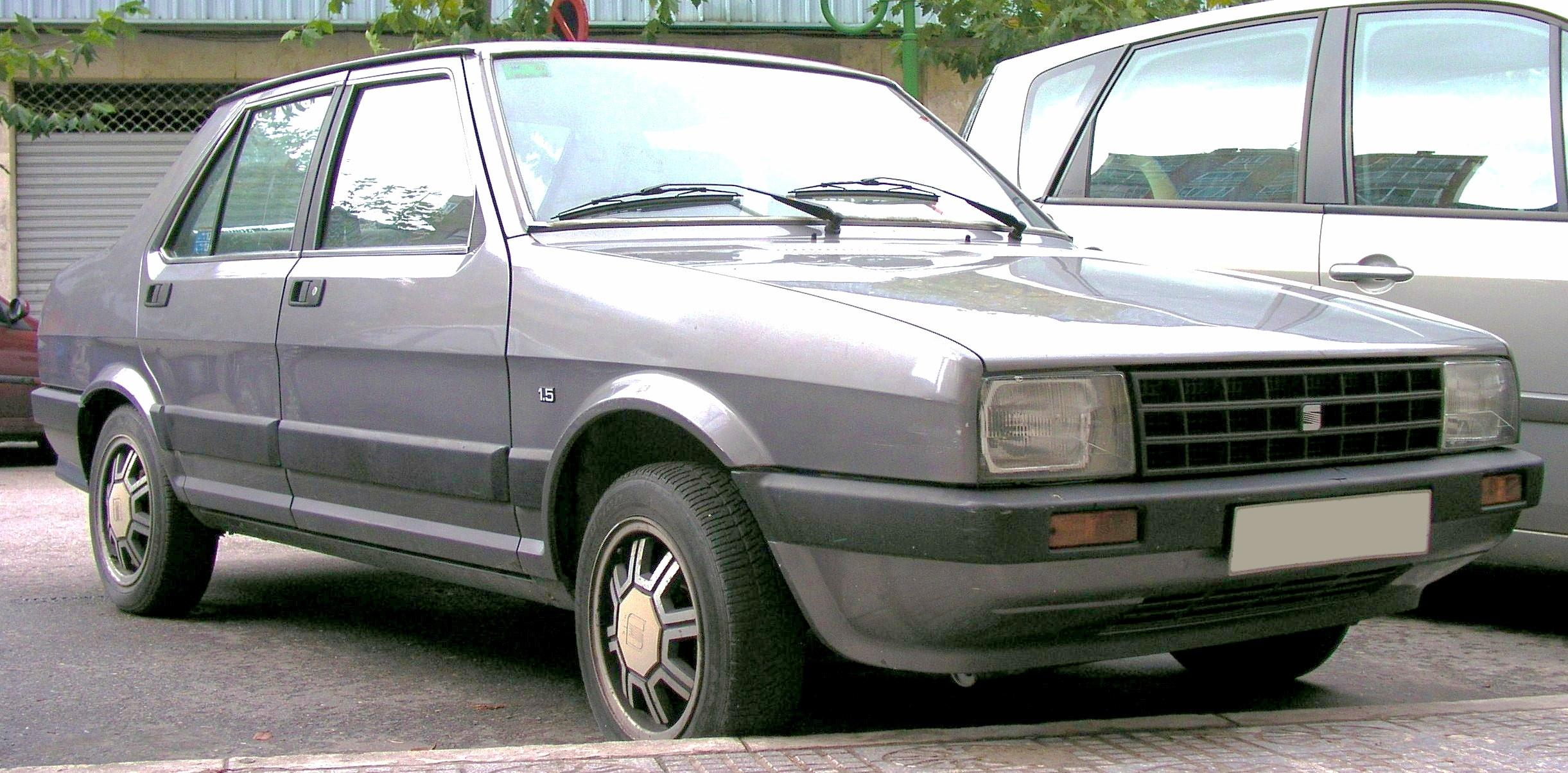
1986 SEAT Málaga GLX 1.5

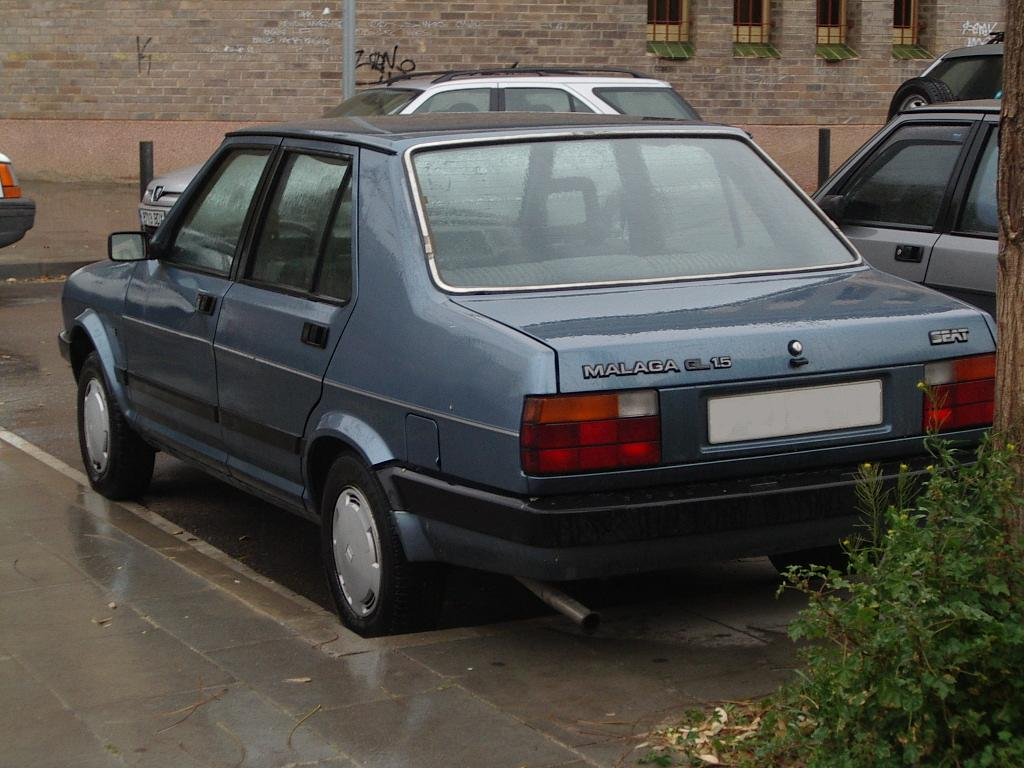
Seat Málaga GL 1.5

El SEAT Málaga és un automòbil de turisme del segment C construït pel fabricant espanyol SEAT entre els anys 1985 i 1991.
Va aparèixer en l'època de transició en què Seat es va independitzar de Fiat i just abans de la seva entrada dins del Grup Volkswagen, sent juntament amb l'Ibiza I el primer SEAT sense homòleg Fiat des dels SEAT 133 i SEAT 1200 Sport dels anys 1970.
Seat comptava amb escassos recursos tècnics i econòmics després del trencament amb Fiat i a causa d'això es va aprofitar una plataforma preexistent, la del Fiat Ritmo (al seu torn derivada de la del vell FIAT 128, primera incursió de Fiat en el segment dels tracció davantera mitjans).
Seat havia fabricat el Ritmo i amb lleugers canvis cosmètics seguia comercialitzant-lo com a SEAT Ronda, que va conviure fins i tot amb el Málaga compartint la seva posada al dia mecànica.
De la utilització d'aquesta plataforma en deriven algunes característiques típiques del Málaga com la suspensió del darrere McPherson amb ballestó transversal, implantació típica de Fiat des dels temps dels antics 500/600 o visiblement les portes del Fiat Ritmo amb altres tiradors.
Altres característiques més incòmodes d'aquest origen van ser la impossibilitat de muntar servodirecció o antibloqueig de frens en plena implantació a principis dels 90.
En aquest sentit Seat va presentar l'automòbil sota l'eslògan "el més gran de SEAT" en clara referència a l'espai de vaixell insígnia de la marca que el Málaga havia d'ocupar al desaparèixer el SEAT 131 i anys abans el Seat/Fiat 132.
Pels mercats exteriors, atès que calia donar a conèixer la marca a Europa on no havia pogut exportar més que versions comercialitzades amb l'anagrama Fiat, es va utilitzar l'estratègia de presentar al cotxe com "Estil Italià, tecnologia alemanya i inspiració espanyola" en referència a Giugiaro i Porsche que havien d'abrigallar d'alguna manera al desconegut. Preus baixos i la grandària del maleter van ser la seva principal basa.
No obstant això en l'apartat de motorizaciones Seat va invertir en la remotorizació parcial de l'original recorrent a Porsche (com va fer Lada anys després) i d'aquí deriven els motors System Porsche, inicialment en cilindradas 1.2 de 63cv i 1.5 de 85cv, i el 1.5 injecció de 100cv aparegut amb la versió Málaga Injection.
Aquesta remotorizació no va arribar als diesel on es va seguir utilitzant el motor Lampredi de 1.714 cc procedent de la primera generació del Fiat Ritmo, malgrat haver-se plantejat equipar motors subministrats per la italiana FNM o la mateixa Fiat, motorizant als Ronda/Málaga amb propulsors de gasoil amb base en motors de gasolina. De fet, els germans Negri, de FNM havien arribat mesos endarrere a un acord de principi per a subministrar a Seat 200 unitats diàries del seu interessant i compacte motor Diesel de 1.366 c.c. (76 x 71,5 mm), que ofereix diverses possibilitats, car rendia 48 CV en versió atmosfèrica, 60CV com Turbo, i 66 CV a l'afegir-se al turbocompressor un intercambiador per a refrigerar l'aire d'admissió.
Almenys en el disseny el cotxe va causar bona impressió en el 85. Per a l'interior la inspiració va ser clarament Lancia com ja ho havia estat en el Ronda i per a l'exterior es va buscar una imatge de marca amb l'Ibiza que prenia el seu disseny d'un projecte descartat de Volkswagen per al Golf II, i que va ser obra de Giorgetto Giugiaro (Italdesign) i Karmann.
Amb el temps, això no obstant, el seu origen Ritmo cada vegada més llunyà i els avanços de la competència van fer perdre vendes al cotxe, que tot i una reestilització en el 89, el Málaga va començar a quedar-se despenjat dels millor de la competència internacional (Opel Kadett, Volkswagen Jetta i el seu cosí el FIAT Regata amb el qual compartia bastidor però que Fiat va continuar desenvolupant amb una profunda reestilització, major equipament, motor dièsel molt més competitiu, etc.). No obstant això, el Málaga mantenia el tipus competint en preus baixos amb productes també desfassats (Renault 9, Ford Orion).
Les últimes versions en aparèixer a Espanya buscaven acabar la vida del model omplint dos forats molt concrets: el sector professional on va aparèixer específicament un Málaga denominat "taxi" sobre el pobrament equipat Málaga L i d'altra banda els molt equipats per a l'època: el Málaga Premier amb aire condicionat de sèrie i el Málaga Injection, amb el motor 1.5 amb injecció Bosch i 100cv.
Sobre el seu parentiu amb el SEAT Ibiza és interessant comprovar la maniobra de Seat i com va optimitzar els seus pocs recursos. L'Ibiza havia de pertànyer a un segment inferior però també es va utilitzar el que es tenia (la plataforma Ritmo) descartant per qüestió de costos crear-ne una de nova o aprofitar la de l'antic 127/Fura.
Per a l'Ibiza es va modificar la carrosseria per complet, sent un cotxe més "rodó", que era el més pessat i gran exteriorment de la seva categoria (no en va la seva plataforma procedia del segment C) i que no semblava ser el mateix cotxe que el Málaga.
Els interiors també eren diferents excepte alguns comandaments (com els famosos "satèl·lits" del volant) i aquesta frescor de disseny (aprofitant com s'ha comentat un descart d'un disseny de Giugiaro per al Golf II) van permetre sobreviure al Málaga i fins i tot conviure amb el seu successor el Toledo I, ja plenament Volkswagen.
Les vendes van ser relativament bones a Espanya, però molt pobres en els mercats estrangers, malgrat posseir un motor System Porsche com en l'Ibiza.
La seva successió va anar a càrrec de la versió 3 volums de l'Ibiza MK II (Seat Córdoba) que va estrenar la plataforma que Volkswagen també utilitzaria en el Volkswagen Polo MK III i Polo Derby i per una altra part per les versions bàsiques del primer Toledo que al seu torn derivava del Volkswagen Golf II/Volkswagen Jetta.

## Curiositats
El Málaga és conegut en alguns països com SEAT Gredos, com en el cas de Grècia, on la paraula Málaga sona al pronunciar-se molt similar a Malaka que significa masturbador.
La pobra qualitat d'acabat dels Seat d'aquesta època va fomentar la mala fama que Seat va trigar anys a sacsejar-se encara quan els Seat de l'època Volkswagen no tenien res en comú amb aquests models "de transició".
A la Xina la marca Soyat encara comercialitza un derivat del SEAT Ibiza I amb motor System Porsche i un tercer volum afegit que es pot considerar d'alguna manera un parent proper del Málaga.